# Агентство «Місячне сяйво»
«Агентство „Місячне сяйво“» (англ. «Moonlighting») — популярний американський детективний серіал, що транслювався на телеканалі «ABC» з 1985 до 1989 року. Серіал поєднував елементи комедії і драми, і вважається одним із найуспішніших проектів у своєму жанрі. Пісня «Moonlighting» у виконанні джазового співака Ела Джерро стала справжнім хітом, а роль Девіда Едісона принесла славу і загальне визнання Брюсу Віллісу. Його дует із Сібілл Шеперд, яка виконала роль Меді Гейс, називають однією з найкращих телевізійних пар.

## Назва
Усталений переклад «Детективне агентство „Місячне сяйво“» неточний. «Moonlighting» в оригіналі — це не власна назва агентства, а фразеологізм, який означає підробіток осторонь основної роботи.

## Синопсис
Дія серіалу розгортається в Лос-Анджелесі, у детективному агентстві «Місячне сяйво». Топ-модель Меді Гейс, відому завдяки рекламі шампуню «Місячне сяйво» ошукав її бухгалтер, котрий утік з усіма її грошима до Південної Америки. Усе, що в неї залишилося — її будинок, врода та інтелект, а також кілька дрібних збиткових фірм (крамничка «Лак для нігтів», студія сімейних портретів, магазин спорттоварів тощо). Потребуючи грошей, Меді вирішує закрити ці підприємства. До них належить і детективне агентство «Міські янголи». Проте його керівник Девід Едісон переконує власницю не закривати агентство, а самій його очолити. Таким чином, колишня модель стає приватним детективом, а агентство «Міські янголи» перетворюється на «Місячне сяйво».

## У ролях
Головні ролі
- Сібілл Шеперд — Медлін «Медді» Гейз, колишня модель, яка змушена заробляти на життя, керуючи детективним агентством «Місячне сяйво». (66 серій, 1985-1989)
- Брюс Вілліс — Девід Аддісон, детектив агентства «Місячне сяйво». (66 серій, 1985-1989)
- Елліс Бізлі[en] — Аґнес Діпесто, адміністраторка агентства «Місячне сяйво». (66 серій, 1985-1989)
- Кертіс Армстронґ — Берт Віола, молодший детектив агентства «Місячне сяйво». (37 серій, 1986-1989)

Повторювані ролі
- Крістін Кауфман — Кріс, співробітниця агентства «Місячне сяйво». (30 серій, 1985-1989)
- Джонатан Еймс — Джергенсон, співробітник агентства «Місячне сяйво». (30 серій, 1985-1989)
- Деніел Фіцпатрік — О'Ніл, співробітник агентства «Місячне сяйво». (30 серій, 1985-1989)
- Джеймі Тейлор — Джеймі, співробітник агентства «Місячне сяйво». (26 серій, 1986-1989)
- Віллі Браун — Сіммонс, співробітник агентства «Місячне сяйво». (23 серії, 1985-1989)
- Інес Едвардс — Інес, співробітниця агентства «Місячне сяйво». (13 серій, 1987-1989 )
- Чарльз Рокет[en] — Річард Аддісон, брат Девіда (7 серій, 1985-1989)
- Роберт Веббер[en] — Алекс Гейз, батько Медді (8 серій, 1986-1988 )
- Ева Мері Сейнт — Вірджинія Гейз, мати Медді (6 серій, 1986-1988 )
- Джек Блессінґ[en] — Макґілікуді, співробітника агенства (17 серій, 1986-1989)
- Марк Гармон — Сем Кроуфорд, залицяльник Медді та суперник Девіда (4 серії, 1987-1989).
- Денніс Дуґан[en] — Волтер Бішоп, зустрічається та одружується з Медді (4 серії, 1988-1989)
- Брук Адамс — Террі Ноулз, мати-одиначка. (3 серії, 1988)
- Вірджинія Медсен — Ені Кернок, двоюрідна сестра Медді. (3 серії, 1989)
- Робертс Блоссом — Лоуренс Еверетт. (1 серія, 1986)
- Джеффрі ДеМанн — Роджер Клементс. (1 серія, 1986)
- Аманда Пламмер — Джекі Вілборн. (1 серія, 1987)
- Дейвид Пеймер — піарник. (1 серія, 1986)
- Тім Роббінс — Фреммер. (1 серія, 1985)
- Джейн Аткінсон — Робін Фуллер. (1 серія, 1989)
- Діана Лі Іносанто — співробітниця агентства «Місячне сяйво». (7 серій, 1986-1987)
- Ліз Шерідан — Селма. (1 серія, 1985)
- Барбара Бейн — Емілі Ґрейдон. (1 серія, 1985)
- Клівант Деррікс — Леонард Гейвен (2 серії, 1987)
- Джеррі Дойл —  Девід Аддісон Вонабі. (1 серія, 1987)
- Ґері Коул — Алан Макклафферті. (1 серія, 1987)

## Сезони
| Сезон | Епізоди | Епізоди | Оригінальний показ | Оригінальний показ |
| Сезон | Епізоди | Епізоди | Перший показ       | Останній показ     |
| ----- | ------- | ------- | ------------------ | ------------------ |
| 1     | 7       | 7       | 3 березня 1985     | 2 квітня 1985      |
| 2     | 18      | 18      | 24 вересня 1985    | 13 травня 1986     |
| 3     | 15      | 15      | 23 вересня 1986    | 5 травня 1987      |
| 4     | 14      | 14      | 29 вересня 1987    | 22 березня 1988    |
| 5     | 13      | 13      | 6 грудня 1988      | 14 травня 1989     |